# أحمد عمار (لاعب كرة قدم تونسي)
أحمد عمار (ولد في 1 نوفمبر 1994 في تونس) لاعب كرة قدم تونسي يجيد اللعب في مركز قلب الدفاع وبدرجة أقل الظهير الأيمن.

## المسيرة الرياضية

### الأندية
في 1 يوليو 2012 تم تصعيده للفريق الأول في الصفاقسي التونسي. في موسمه الأول 2012-2013 وفي بطولة دوري الدرجة الأولى ساهم في احتلال فريقه المركز الثالث برصيد 56 نقطة من 30 مباراة بفارق 13 نقطة عن البطل الترجي. وفي بطولة كأس تونس ساهم في وصول فريقه إلى المباراة النهائية عندما خسر من النجم الساحلي 0-1. وفي بطولة كأس الكونفدرالية الإفريقية ساهم في تتويج فريقه بالبطولة بعدما تغلب في المباراة النهائية على تي بي مازيمبي الكونغولي الديمقراطي 3-2 في مجموع المباراتين ليحقق عمار أولى بطولاته الشخصية.
في موسمه الثاني 2013-2014 وفي بطولة دوري الدرجة الأولى ساهم في احتلال فريقه المركز الثاني برصيد 57 نقطة من 30 مباراة بفارق تسع نقاط عن البطل الترجي. وفي بطولة كأس تونس ساهم في وصول فريقه إلى المباراة النهائية عندما خسر من النجم الساحلي 0-1. وفي بطولة كأس السوبر الأفريقي خسر فريقه من الأهلي المصري 2-3. وفي بطولة دوري أبطال أفريقيا ساهم في وصول فريقه إلى الدور النصف النهائي عندما خسر من فيتا كلوب الكونغولي الديمقراطي 2-4 في مجموع المباراتين.
في موسمه الثالث 2014-2015 وفي بطولة دوري الدرجة الأولى ساهم في احتلال فريقه المركز الرابع برصيد 47 نقطة من 30 مباراة بفارق 18 نقطة عن البطل الإفريقي. وفي بطولة كأس تونس ساهم في وصول فريقه إلى الدور الربع النهائي عندما خسر من النجم الساحلي 1-2. وفي بطولة دوري أبطال أفريقيا ساهم في وصول فريقه إلى الدور الثمن النهائي عندما خسر من مولودية شباب العلمة الجزائري بركلات الترجيح بعد تعادلهما 1-1 في مجموع المباراتين.
في موسمه الرابع 2015-2016 وفي بطولة دوري الدرجة الأولى ساهم في حصد فريقه 34 نقطة من 14 مباراة محتلا المركز الثاني.
في 4 يناير 2016 انتقل عمار من الصفاقسي إلى أولمبيك سيدي بوزيد التونسي بنظام الإعارة لمدة موسمين ونصف. في موسمه الأول 2015-2016 وفي بطولة دوري الدرجة الأولى ساهم في احتلال فريقه المركز السابع برصيد 37 نقطة من 30 مباراة بفارق سبع نقاط عن منطقة الهبوط. وفي بطولة كأس تونس ساهم في وصول فريقه إلى الدور الربع النهائي عندما خسر من الملعب القابسي 0-3 عقوبة بسبب عدم الحضور للملعب.
في موسمه الثاني 2016-2017 وفي بطولة دوري الدرجة الأولى ساهم في احتلال فريقه المركز الثامن الأخير في المجموعة الأولى برصيد 11 نقطة من 14 مباراة بفارق نقطة واحدة عن منطقة الأمان وبالتالي الهبوط إلى الدرجة الثانية.
في موسمه الثالث والأخير 2017-2018 وفي بطولة دوري الدرجة الثانية احتل المركز الثاني في المجموعة الثانية برصيد 27 نقطة من 18 مباراة وبالتالي تأهل إلى الدور السداسي لتحديد الصاعدين حيث حل في نهاية المطاف في المركز الخامس قبل الأخير برصيد تسع نقاط من عشر مباريات بفارق تسع نقاط عن الصاعد. وفي بطولة كأس تونس ساهم في وصول فريقه إلى الدور64 عندما خسر من البنبلي 0-1. في 30 يونيو 2018 عاد عمار إلى الصفاقسي.
في موسم 2018-2019 وفي بطولة دوري الدرجة الأولى ساهم في حصد فريقه 25 نقطة من 11 مباراة. وفي بطولة كأس العرب للأندية الأبطال خرج فريقه من الجولة الأولى بعدما خسر من النفط العراقي بقاعدة الأهداف خارج الأرض بعد تعادلهما 3-3 في مجموع المباراتين. وفي بطولة كأس الكونفيدرالية الأفريقية ساهم في وصول فريقه إلى الدور32 بعدما تغلب في الدور64 على غرين بافالوز الزامبي 4-2 في مجموع المباراتين.
في 10 يناير 2019 انتقل عمار من الصفاسي إلى الملعب القابسي التونسي بنظام الإعارة حتى نهاية الموسم. في موسمه الأول 2018-2019 وفي بطولة دوري الدرجة الأولى احتل فريقه المركز الثالث عشر قبل الأخير برصيد 23 نقطة من 26 مباراة بفارق نقطتين عن منطقة الأمان وبالتالي الهبوط إلى الدرجة الثانية. وفي بطولة كأس تونس ساهم في وصول فريقه إلى الدور النصف النهائي عندما خسر من النجم الساحلي 1-2. في 30 يونيو 2019 عاد عمار إلى فريقه الصفاقسي.
في 11 سبتمبر 2019 انتقل عمار من الصفاقسي إلى شبيبة القيروان بالإعارة حتى نهاية الموسم. في موسمه الأول 2019-2020 وفي بطولة دوري الدرجة الأولى ساهم في احتلال فريقه المركز الرابع عشر الأخير برصيد 22 نقطة من 26 مباراة ليتأهل إلى الدوري الرباعي لتفادي الهبوط حيث تصدر الترتيب برصيد خمس نقاط من ثلاث مباريات وبقي في الدرجة الأولى. وفي بطولة كأس تونس خرج فريقه من الجولة الأولى عندما خسر من الإفريقي 0-3 في الدور32. في 30 سبتمبر 2020 عاد عمار إلى فريقه الصفاقسي.
في موسم 2020-2021 وفي بطولة دوري الدرجة الأولى ساهم في احتلال فريقه المركز الثاني برصيد 51 نقطة من 26 مباراة بفارق 11 نقطة عن البطل الترجي. وفي بطولة كأس تونس ساهم في تتويج فريقه بالبطولة بعدما تغلب في المباراة النهائية على الإفريقي بركلات الترجيح ليحقق عمار ثاني بطولاته الشخصية. وفي بطولة كأس الكونفيدرالية الأفريقية ساهم في وصول فريقه إلى الدور الربع النهائي عندما خسر من شبيبة القبائل الجزائري 1-2 في مجموع المباراتين.
في 18 سبتمبر 2021 انتقل عمار من الصفاقسي إلى نفط الوسط العراقي في صفقة انتقال حر. في موسمه الأول 2021-2022 وفي بطولة دوري الدرجة الممتازة ساهم في احتلال فريقه المركز الخامس برصيد 64 نقطة من 38 مباراة بفارق خمس نقاط عن صاحب المركز الثالث المؤهل إلى دوري أبطال آسيا. وفيث بطولة كأس العراق ساهم في وصول فريقه إلى الدور الثمن النهائي عندما خسر من زاخو بركلات الترجيح.
في 21 أغسطس 2022 انتقل عمار من نفط الوسط إلى المنامة البحريني في صفقة انتقال حر. في موسمه الأول 2022-2023 وفي بطولة الدوري الممتاز ساهم في احتلال فريقه المركز الثاني الوصيف بفارق نقطة واحدة عن البطل الخالدية. وفي بطولة كأس ملك البحرين ساهم في وصول فريقه إلى الدور النصف النهائي حينها خسر من الحالة 1-2. وفي بطولة كأس الاتحاد البحريني فشل فريقه في التأهل إلى الدور النصف النهائي بعدما احتل المركز الثاني في المجموعة الثانية بفارق نقطة واحدة عن المتصدر الأهلي. وفي بطولة كأس العرب للأندية الأبطال خرج فريقه من المرحلة الأولى عندما خسر في الدور التمهيدي الأول من الهلال السوداني 2-4 في مجموع المباراتين.

## الإنجازات

### الأندية

#### الصفاقسي
- كأس تونس (1): 2020-2021
- كأس الكونفيدرالية الإفريقي (1): 2012-2013